# Ludovico il Cieco
Ludovico di Provenza detto anche il Cieco (882 circa – Arles, 28 giugno 928), fu re di Provenza dall'887 alla sua morte, anche re d'Italia, dal 900 al 905 e imperatore dei Franchi e dei Romani, dal 901 al 905.

## Origine
Figlio del Re di Provenza, Bosone I (nel documento n° 12 del Cartulaire de l'abbaye de Saint-André-le-Bas de Vienne Ludovico si firma figlio di re Bosone) e di Ermengarda d'Italia (come è confermato in Herimanni Augiensis Chronicon), figlia del Re d'Italia, poi Imperatore del Sacro Romano Impero dall'855 ed anche re di Provenza, Ludovico II il Giovane (per cui Ludovico, per parte di madre, è un carolingio) e di Engelberga d'Alsazia, di cui non si conoscono gli ascendenti, ma quasi certamente, da parte di padre, erano della famiglia dei Supponidi, di origine longobarda e, secondo alcuni storici (vedi l'enciclopedia medievale tedesca, Lexikon des Mittelalters), Engelberga era probabilmente la figlia di Adelchi I conte di Parma e duca di Spoleto e secondo lo storico francese Christian Settipani, esperto di genealogie, era cugina di Suppone III; mentre la madre, secondo lo storico, Jean-Noël Mathieu, poteva essere, Emma di Baviera, in quanto l'imperatore Carlo il Grosso la definisce sorella (dilectam sororem nostram). Bosone I era figlio del conte Bivin di Vienne (822-877), (a sua volta figlio di Riccardo II, conte di Amiens, e della moglie di cui non si conoscono, né il nome, né gli ascendenti) e di Richilde, figlia di Bosone il Vecchio (?-855), conte del Vallese, conte di Arles ed anche conte in Italia, considerato il capostipite della dinastia Bosonide..

Suo padre, Bosone era inoltre il fratello di Riccardo detto il Giustiziere e di Richilde di Provenza ed erano suoi zii (o da parte di padre oppure di madre), Teutberga (?-876), moglie del re di Lotaringia, Lotario II e Uberto del Vallese (?-864), abate dell'abbazia di San Maurizio d'Agauno.

## Biografia
La data di nascita di Ludovico, nella seconda metà dell'882 o dopo è determinata dal fatto che quando la città di Vienne, che era stata posta sotto assedio dal re titolare di Provenza, re d'Aquitania e da poco più di un mese anche re dei Franchi occidentali, Carlomanno II, nell'882, era stata conquistata da suo zio (il fratello di suo padre Bosone), il duca di Borgogna, Riccardo il Giustiziere che quando, secondo gli Annales Bertiniani, sua madre Ermengarda e la sorellina, Engelberga (la parentela tra Ludovico ed Engelberga viene confermata dal documento n° 205 dell'abbazia di Cluny, datato gennaio 917, riferente di una donazione all'abbazia stessa), furono condotte nella contea di Autun, presso Riccardo il Giustiziere, di Ludovico non viene fatto alcun cenno.
Alla morte del padre, nel gennaio 887, la madre Ermengarda venne nominata reggente del regno con l'aiuto del conte di Autun, Riccardo il Giustiziere, fratello di Bosone e futuro (888) duca di Borgogna. Nel maggio 887, la madre, con Ludovico, si recò dall'imperatore Carlo il Grosso, che, adottò Ludovico, confermandolo re di Provenza (secondo lo storico francese Christian Settipani, il fatto di essere stato adottato da Carlo il Grosso, permise poi l'incoronazione di Ludovico a re di Provenza).
Nel maggio 889 Ludovico si recò con la madre a fare atto di sottomissione al nuovo re dei Franchi orientali o re di Germania Arnolfo di Carinzia. Atto ripetuto nell'894.
Nell'890, sempre secondo lo storico Settipani, l'alto clero ed i grandi feudatari, riuniti a Valence, con l'approvazione di Arnolfo di Carinzia e del papa Stefano VI, incoronarono Ludovico re di Provenza e della Borgogna Cisgiurana (il regno venne denominato indifferentemente di Provenza o di Borgogna Cisgiurana), con la reggenza della madre. Nell'896 dovette combattere i Saraceni (che dall'889 avevano una base a Frassineto, Provenza) che devastavano la Provenza. La sorella Engelberga sposò (898) il duca Guglielmo il Pio, conte di Lione e di Mâcon, come viene confermato dal documento n° 112 dell'abbazia di Cluny, dell'11 settembre 910.
Nel 900, i nobili dell'Italia del nord, che da due anni era devastata dalle scorrerie degli Ungari, fecero appello a Ludovico, re di Provenza e nipote dell'imperatore Ludovico II, che, accettò l'invito e, nel settembre del 900, giunse in Italia, dove il re d'Italia Berengario del Friuli, abbandonato da tutti si dovette ritirare al di là del Mincio, per cui Ludovico conquistò Pavia, dove il 12 ottobre 900 fu incoronato re d'Italia nella basilica di San Michele. Poi, accompagnato dai maggiorenti del regno, proseguì per Roma, dove, nel febbraio del 901, il papa Benedetto IV lo cinse della corona imperiale.
Nel 902, Berengario del Friuli, che due anni prima era stato spodestato, marciò con un grosso esercito su Pavia (la situazione, nell'arco di un anno era mutata - nel 901 il Nord Italia era stato devastato dagli Ungari, che aveva portato distruzione e morte e molti nobili italiani erano tornati a schierarsi con Berengario), dove lo assediò e, a patto che Ludovico non tornasse più in Italia, gli concesse il permesso di ritirarsi in Provenza, mantenendo il titolo di imperatore.
Nel 905:
- Ludovico, secondo le Europäische Stammtafeln[20], vol II, 189 (non consultate), sposò Anna di Costantinopoli o Anna di Macedonia (890 -† 912)[21], figlia dell'imperatore Bizantino Leone VI; secondo alcuni storici questo matrimonio non fu mai celebrato (anche perché Anna non risulta citata in alcun documento di Ludovico) e Anna non lasciò mai Bisanzio, dove sarebbe morta verso il 904[1].
- ritornò in Italia, chiamato dai feudatari[22], e Berengario, vedendosi in inferiorità, si ritirò, ma non poté chiudersi in Verona, sua principale roccaforte, perché il vescovo della città aveva aperto le porte a Ludovico, che la occupò[23]. Ludovico pensò di aver vinto la partita perché Berengario si era rifugiato al di là delle Alpi, in Baviera. Però Berengario, con l'aiuto di truppe Bavaresi, rientrò in Italia e, a Verona, il 21 luglio, colse di sorpresa Ludovico e lo fece prigioniero, lo fece accecare[24](da cui il soprannome) e si riprese la corona d'Italia; a Ludovico rimase il titolo di Imperatore, che continuò ad usare sino alla sua morte (vedi documento n° 21, datato 27 novembre 927, del Cartulaire de l'abbaye de Saint-André-le-Bas de Vienne dove Ludovico si definisce augusto imperatore[25]);
- ritornato a Vienne, la sua capitale, riconoscendo di non essere più in grado di resistere alle pressioni dei suoi feudatari, per la sua menomazione, secondo lo storico francese Christian Settipani, designò come aiutante il cugino Ugo d'Arles, conte d'Arles e di Vienne[1].

Nel 911 rinunciò definitivamente al governo, nominando marchese di Provenza il cugino Ugo, che spostò la capitale da Vienne ad Arles. Nel 912 Ugo sposò Willa di Provenza, vedova del re Rodolfo I di Borgogna Transgiurana e sorellastra di Ludovico. Tra il 914 ed il 915, Ludovico si sposò, in seconde nozze, con Adelaide di Borgogna (?-943), figlia del re Rodolfo I e di sua sorellastra Willa di Provenza (Adelaide viene citata nel documento n° 16, datato 18 febbraio 915, del Cartulaire de l'abbaye de Saint-André-le-Bas de Vienne. Nel 915, Berengario del Friuli fu incoronato imperatore da papa Giovanni X. Il 9 luglio 926 Ugo d'Arles fu eletto re d'Italia.
Ludovico morì, abbandonato e in solitudine, il 28 giugno 928, non si sa esattamente dove, a Arles o a Vienne. Avrebbe dovuto succedergli il figlio Carlo Costantino, su cui fu lanciata la maldicenza di essere illegittimo, per cui il regno di Provenza per alcuni anni non ebbe un re e dove Ugo d'Arles continuò a farla da padrone, anche se non riuscì mai a farsi riconoscere re. Finché, nel 933, il nuovo re d'Italia, Ugo d'Arles, consegnò al re di Borgogna (ma anche re d'Italia dal 922), Rodolfo II di Borgogna, tutti i territori che aveva posseduto in Provenza, a patto che non rimettesse più piede in Italia.

## Discendenza
Ludovico ebbe da Anna un figlio e forse una figlia:
- Carlo Costantino[29] (905/10-963) conte di Vienne, avrebbe dovuto succedere al padre, ma siccome da alcuni era ritenuto illegittimo, non fu mai incoronato re, e a parte la contea di Vienne non ebbe mai un effettivo potere sulla Provenza.
- Anna di Provenza. La sua parentela non è certa.

Ludovico ebbe da Adelaide un figlio:
- Rodolfo (?-dopo il 929) citato nel documento n° 379 dell'abbazia di Cluny, come figlio di Ludovico ("Rodulfi filii Ludowici imperatoris")[30].

## Ascendenza
|                        |           |                       | Genitori     |  |  | Nonni |  |  | Bisnonni          |  |  | Trisnonni |  |
|                        |           |                       |              |  |  |       |  |  | Bosone il Vecchio |  |  | …         |  |
|                        |           |                       |              |  |  |       |  |  | Bosone il Vecchio |  |  | …         |  |
|                        |           | …                     |              |  |  |       |  |  | Bosone il Vecchio |  |  |           |  |
| Bivin di Vienne        |           |                       |              |  |  |       |  |  | Bosone il Vecchio |  |  |           |  |
|                        |           | …                     | …            |  |  |       |  |  |                   |  |  |           |  |
|                        |           | …                     | …            |  |  |       |  |  |                   |  |  |           |  |
|                        |           | …                     | …            |  |  |       |  |  |                   |  |  |           |  |
| Bosone I di Provenza   |           | …                     |              |  |  |       |  |  |                   |  |  |           |  |
|                        |           | …                     | …            |  |  |       |  |  |                   |  |  |           |  |
|                        |           | …                     | …            |  |  |       |  |  |                   |  |  |           |  |
|                        |           | …                     | …            |  |  |       |  |  |                   |  |  |           |  |
| Richilde               |           | …                     |              |  |  |       |  |  |                   |  |  |           |  |
|                        |           | …                     | …            |  |  |       |  |  |                   |  |  |           |  |
|                        |           | …                     | …            |  |  |       |  |  |                   |  |  |           |  |
|                        |           | …                     | …            |  |  |       |  |  |                   |  |  |           |  |
| Ludovico il Cieco      |           | …                     |              |  |  |       |  |  |                   |  |  |           |  |
|                        | Lotario I | Ludovico il Pio       |              |  |  |       |  |  |                   |  |  |           |  |
|                        | Lotario I | Ludovico il Pio       |              |  |  |       |  |  |                   |  |  |           |  |
|                        | Lotario I | Ermengarda di Hesbaye |              |  |  |       |  |  |                   |  |  |           |  |
| Ludovico II il Giovane | Lotario I |                       |              |  |  |       |  |  |                   |  |  |           |  |
|                        |           | Ermengarda di Tours   | Ugo di Tours |  |  |       |  |  |                   |  |  |           |  |
|                        |           | Ermengarda di Tours   | Ugo di Tours |  |  |       |  |  |                   |  |  |           |  |
|                        |           | Ermengarda di Tours   | Ava/Bava     |  |  |       |  |  |                   |  |  |           |  |
| Ermengarda d'Italia    |           | Ermengarda di Tours   |              |  |  |       |  |  |                   |  |  |           |  |
|                        |           | …                     | …            |  |  |       |  |  |                   |  |  |           |  |
|                        |           | …                     | …            |  |  |       |  |  |                   |  |  |           |  |
|                        |           | …                     | …            |  |  |       |  |  |                   |  |  |           |  |
| Engelberga d'Alsazia   |           | …                     |              |  |  |       |  |  |                   |  |  |           |  |
|                        |           | …                     | …            |  |  |       |  |  |                   |  |  |           |  |
|                        |           | …                     | …            |  |  |       |  |  |                   |  |  |           |  |
|                        |           | …                     | …            |  |  |       |  |  |                   |  |  |           |  |
|                        |           | …                     |              |  |  |       |  |  |                   |  |  |           |  |

### Generale
- Ludovico il Cieco, Diplomi italiani di Lodovico 3. e di Rodolfo 2., Torino, Bottega d'Erasmo, 1970. URL consultato l'11 marzo 2015.

### Fonti primarie
- (LA)  Monumenta Germaniae Historica, Scriptores, tomus V.
- (LA)  Monumenta Germanica Historica, Scriptores, tomus I.
- (LA)  Monumenta Germaniae Historica, Diplomata Regum Germaniae ex Stirpe Karolinorum, tomus II.
- (LA)  Annales Bertiniani.
- (LA)  Cartulaire de l'abbaye de Saint-André-le-Bas de Vienne.
- (LA)  Recueil des Chartes de l'Abbaye de Cluny, tome I.
- (LA)  Monumenta Germaniae Historica, Scriptores, tomus III.

### Letteratura storiografica
- René Poupardin, I regni carolingi (840-918), in «Storia del mondo medievale», vol. II, 1979, pp. 583–635
- C.W. Previté-Orton, L'Italia nel X secolo, in «Storia del mondo medievale», vol. II, 1979, pp. 662–701
- Louis Halphen, Il regno di Borgogna, in «Storia del mondo medievale», vol. II, 1979, pp. 807–821